# بوکیت تینگی
بوکیت‌تینگی (اندونزیایی: Bukit Tinggi) شهری در استان سوماترای غربی کشور اندونزی است. جمعیت این شهر بر اساس سرشماری سال ۱۹۹۰ میلادی، ۷۲٫۰۹۳ نفر و بر اساس سرشماری سال ۲۰۰۰ میلادی، ۸۹٫۳۹۳ بوده که در سال ۲۰۰۷ میلادی به ۱۰۲٫۵۲۱ نفر افزایش یافته‌است.
بوکیت‌تینگی یکی از شهرهای مهم سوماترای غربی در کشور اندونزی است که به‌واسطهٔ موقعیت جغرافیایی، تاریخ غنی و جاذبه‌های گردشگری‌اش شناخته می‌شود. این شهر در ارتفاع ۹۳۰ متری از سطح دریا، در میان آتشفشان‌های سینگالانگ (غیرفعال) و ماراپی (فعال) قرار دارد و دارای اقلیمی خنک با دمای میانگین بین ۱۶٫۱ تا ۲۴٫۹ درجهٔ سانتی‌گراد است. جمعیت بوکیت‌تینگی در میانهٔ سال ۲۰۲۳ حدود ۱۲۴٬۰۴۷ نفر برآورد شده‌است.

## تاریخ
در دوران استعمار هلند، بوکیت‌تینگی با نام فورت د کوک (Fort de Kock) شناخته می‌شد که در سال ۱۸۲۵ به‌عنوان پایگاهی نظامی برای مقابله با جنگ پادری تأسیس شد. در زمان اشغال ژاپن در جنگ جهانی دوم، این شهر به مقر ارتش ۲۵ ژاپن تبدیل شد. پس از استقلال اندونزی، نام شهر به بوکیت‌تینگی تغییر یافت و در فاصلهٔ سال‌های ۱۹۵۰ تا ۱۹۵۷ به‌عنوان پایتخت سوماترای مرکزی عمل می‌کرد. در فوریهٔ ۱۹۵۸، دولت انقلابی جمهوری اندونزی (PRRI) در این شهر اعلام موجودیت کرد اما تا مه همان سال توسط دولت مرکزی سرکوب شد.

## جاذبه‌های گردشگری
جم گادانگ (Jam Gadang): برج ساعت نمادین شهر، ساخته‌شده توسط هلندی‌ها در سال ۱۹۲۶
دره سیانوک (Ngarai Sianok): دره‌ای با چشم‌اندازهای طبیعی
تونل ژاپنی‌ها (Lubang Jepang): مجموعه‌ای از پناهگاه‌های زیرزمینی دوران جنگ جهانی دوم
پارک بوندو کاندوانگ (Taman Bundo Kanduang): شامل موزه مینانگکابائو و باغ‌وحش
خانهٔ محمد حتا: زادگاه محمد حتا، یکی از بنیان‌گذاران استقلال اندونزی
پل لیمپاپه (Jembatan Limpapeh): پلی که قلعهٔ فورت د کوک را به باغ‌وحش متصل می‌کند
دیوار کوتو گادانگ (Janjang Koto Gadang): مسیر پله‌ای شبیه به دیوار چین که بوکیت‌تینگی را به روستای کوتو گادانگ متصل می‌کند

## شخصیت‌های برجسته
بوکیت‌تینگی زادگاه محمد حتا، نخستین معاون رئیس‌جمهور اندونزی، است. همچنین، روستای کوتو گادانگ در نزدیکی شهر، زادگاه شخصیت‌هایی مانند سوتان شهریر، آگوس سلیم و امیل سلیم است.

## ترابری
این شهر از طریق جاده به پادانگ متصل است. تا دههٔ ۱۹۸۰، بوکیت‌تینگی ایستگاه پایانی راه‌آهنی از پادانگ پانجانگ بود. سامانهٔ حمل‌ونقل عمومی آن شامل مینی‌بوس‌هایی با نام‌های مرسی (Merapi Singgalang) و IKABE است. همچنین، استفاده از کالسکه‌های سنتی موسوم به بِندی میان گردشگران رایج است.

## خواهرخواندگی
بوکیت‌تینگی با شهر سرمبان در ایالت نگری سمبیلان مالزی رابطهٔ خواهرخواندگی دارد.